# دوونسویل (مریلند)
دوونسویل (به انگلیسی: Downsville) شهری در ایالت مریلند کشور ایالات متحده آمریکا است که جمعیت آن در سرشماری سال ۲۰۱۰ میلادی، ۳۵۵ نفر بوده‌است.